# ناوگروه
ناوگروه (squadron) نوعی تقسیم‌بندی اداری-پشتیبانی نیروها در نیروی دریایی است که بزرگ‌تر از ناودسته (division) و کوچک‌تر از ناوتیپ (flotilla) می‌باشد. همچنین نوعی سازماندهی راهکنشی یا عملیاتی در نیروی دریایی است که شامل دو ناودسته یا بیشتر می‌شود.